# حسن رادمرد
حسن رادمَرد (زادهٔ ۱۲۸۵ – درگذشتهٔ ۲۶ اردیبهشت ۱۳۵۷)، موسیقی‌دان و آهنگساز اهل ایران بود.

## زندگی هنری
حسن رادمرد در سال ۱۲۸۵ در تهران متولد شد. در سال ۱۲۹۷ آموختن موسیقی را آغاز کرد و از کلاس سوم متوسطه به مدرسه موزیک با مدیریت غلامرضا مین‌باشیان (سالار معزز) راه یافت و به مدت ۷ سال دروس موسیقی از جمله: تئوری موسیقی، هارمونی، فوگ، کنترپوان، سازشناسی و ارکستراسیون را فراگرفت. او همچنین با نواختن سازهای قره‌نی (کلارینت)، فلوت، پیانو و ویلن آشنا شد.
وی در سال ۱۳۰۵ از مدرسهٔ موزیک (شعبه موزیک دارالفنون) فارغ‌التحصیل شد و به خدمت ارتش درآمد. او به منظور آشنایی با ردیف و موسیقی ایرانی با تشویق «سالار معزز» به کلاس «اسماعیل‌خان کمانچه‌کش» و درویش خان راه یافت و ردیف دستگاهی موسیقی ایرانی را از کمانچه به ویلن منتقل نمود.
او نواختن ساز ویلن را نزد حسین هنگ‌آفرین، ساز سه‌تار را نزد درویش خان، کمانچه را نزد حسین اسماعیل‌زاده و تار را نزد علی‌اکبر شهنازی آموخت.
وی در سال ۱۳۱۷ به وزارت معارف منتقل شد و به عنوان بازرس سرود و موسیقی مدارس فعالیت می‌کرد. در سال ۱۳۳۶ رهبری یکی از ارکسترهای وزارت فرهنگ و هنر را عهده‌دار شد و در ادامه به عضویت شورای موسیقی اداره کل فعالیت‌های هنری وزرات فرهنگ و هنر درآمد. او همچنین به تدریس سازشناسی و ارکستراسیون در هنرستان عالی موسیقی مشغول بود.
در سال ۱۳۳۸ پس از ۴۰ سال از خدمات دولتی بازنشسته شد اما مجدداً به فعالیت‌های موسیقی از جمله تدریس موسیقی که از سال ۱۳۰۵ آغاز کرده بود، ادامه داد.
او همچنین از سال ۱۳۲۰ با تئاتر نصر، «تئاتر دهقان» و جامعه باربد همکاری داشت. وی حدود ۵۰ قطعه موسیقی برای کودکستان‌ها نوشته‌است که قطعهٔ «کلاغه» در آواز دشتی و «عروسک خوشگل» و «توپ سفید» در دستگاه ماهور از مشهورترین این قطعات هستند.
در سال ۱۳۹۵ آلبوم موسیقی کودکان «ترانه‌های دیروز برای کودکان امروز» منتشر شد. در این آلبوم آثاری از چند آهنگساز ایرانی از جمله حسن رادمرد گنجانده شده که مربوط به ۶۰ تا ۹۰ سال پیش از انتشار آلبوم است.
از حسن رادمرد در مورد ساز قره‌نی نقل شده‌است: «قره نی نخستین ساز غربی است که توانسته پرده‌های ایرانی (ربع پرده) را اجرا کند.»

## آثار هنری
از جمله آثار آهنگسازی حسن رادمرد به موارد زیر می‌توان اشاره نمود:
- «گیلی دختر جان» (بر اساس موسیقی محلی)
- «چهار مضراب اصفهان» (برای پیانو)
- تنظیم گوشهٔ خسروانی برای پیانو، ویولن و ویولا
- مجموعهٔ تصنیفها
- سرود انقلاب سفید[۷]
- سرود تاجگذاری
- نیایش ۲۵ سال سلطنت
- چند «اُپرت»